# 西宮市立図書館
西宮市立図書館（にしのみやしりつとしょかん、英: Nishinomiya City Library）は、兵庫県西宮市が市内に設置している公立図書館。西宮市教育文化センター内の西宮市立中央図書館を本館とし、他に3館7分室が置かれている。

## 概要
西宮市は小中学校での読書教育にも力を入れており、図書館での図書館お仕事体験、おはなし会、かるた大会や学校への図書貸出、図書館見学、学校訪問、学校図書委員と図書館司書との交流など学校図書館と市立各図書館との連携も密に行われている。1991年（平成3年）より阪神地区公共図書館協議会の相互協力を実施し、1994年（平成6年）からは阪神間7市1町の公共図書館間の図書搬送システムを開始している。

### 年表
《主要な出典：》
- 1928年（昭和03年）9月 - 西宮市立図書館（初代本館）開館。14日開館式。15日閲覧開始。
- 1929年（昭和04年）7月1日 - 館外貸出を開始。
- 1945年（昭和20年）7月 - 米機来襲が多く機能停止状態となる。8月5日の空襲で北側附属木造建物消失[8]。
- 1946年（昭和21年）3月1日 - 図書館再開。
- 1947年（昭和22年）4月2日 - 西宮CIEライブラリーを西宮商工会議所2階に開室（3月29日開館式）。
- 1948年（昭和23年）
  - 3月11日 - 北側焼け跡に北館を建設。完成に伴い、同2階へのCIEライブラリーを移転事務をこの日行う。
  - 4月6日 - 北館完工式。
- 1949年（昭和24年）4月3日 - 一般閲覧料を無料化。
- 1952年（昭和27年）5月 - 西宮CIEライブラリーを神戸アメリカ文化センター西宮デポジットと改称（1958年9月に廃止）。
- 1955年（昭和30年）9月 - 増設された新館の閲覧室に開架方式を採用（9月27日一般公開開始）。
- 1958年（昭和33年）9月9日 - 自動車文庫（いずみ号）新設[9]、この日巡回開始。
- 1959年（昭和34年）3月31日 - 創立30周年記念として『三十年史』刊行。
- 1976年（昭和51年）7月 - コンピュータによる貸出方式を導入。
- 1977年（昭和52年）8月 - 越木岩分室が開室（1987年に現在地に移転）。
- 1978年（昭和53年）5月 - 浜甲子園分室が開室（1998年、鳴尾図書館開館に伴い閉室）
- 1979年（昭和54年）5月 - 段上分室が開室（1994年に現在の段上公民館内に移転）。『西宮市立図書館五十年抄』刊行。
- 1985年（昭和60年）7月 - 「西宮市立中央図書館」が開館。旧図書館は閉館。
- 1990年（平成02年）11月 - 北部図書館が開館。
- 1992年（平成04年）10月 - 上ケ原分室が開室。
- 1996年（平成08年）10月 - 甲東園分室が開室。
- 1998年（平成10年）5月 - 鳴尾図書館が開館。高須分室が開室（浜甲子園分室が閉室）。
- 2001年（平成13年）5月 - 北口図書館が開館。
- 2008年（平成20年）
  - 7月末日 - 移動図書館の巡回を廃止。
  - 10月 - 住民基本台帳カード等のICカードを図書館借出券として利用を開始。
- 2009年（平成21年）4月 - 山口分室、若竹分室（若竹生活文化会館の図書館を前身とする）が開室。
- 2016年（平成28年）2月 - マイナンバーカードを図書館借出券として利用を開始。
- 2020年（令和02年）4月
  - 「中央図書館」「北口図書館」の2課体制から「読書振興課（新設）」1課体制に変更。
  - 神戸市立図書館からの広域貸し出しを神戸市の片務的なもの（神戸市の図書→西宮市民）から相互貸出に変更、神戸市居住者への利用券発行開始[10]。
- 2021年（令和03年）4月 - 読書振興課の移管（教育委員会社会教育部→産業文化局生涯学習部）に伴い、市立図書館の所管が市長事務部局となる。

## 中央図書館
西宮市立中央図書館（にしのみやしりつちゅうおうとしょかん）は、4館7分室で構成される西宮市立図書館の本館に当たる図書館である。1985年（昭和60年）7月10日、夙川のほとりに新築された教育文化センター内に移転開館した。郷土資料、特に灘五郷の清酒や西宮神社の祭神であるえびす神に関する文献・資料を重点的に収集しているのが特徴で、開館当初から視聴覚資料の充実を図っている。秋山コレクション（明治、大正、昭和の雑誌創刊号コレクション）などに特色があり、一例として『暮しの手帖』を1946年（昭和21年）の創刊号から全号所蔵している。
図書館部分は教育文化センター1階に開架室を設けており、書庫は地下1階に設置されている。センターの建築概要およびフロアの構成は、西宮市教育文化センター#施設概要を参照。
現在地に開館してから40年が経過しており建物の老朽化が進んだことや、現在地ではアクセスがやや不便なこと、来館者用駐車場がないことなどもあり、2030年度を目途に阪神西宮駅北側の再開発エリア（現在の阪神バス駐車場のあたり）に移転予定となっている。
施設概要
- 地上3階・地下1階建
- 延床面積：4682.29m2（教育文化センター全体は8358.04m2）

アクセス
阪神本線香櫨園駅から南へ徒歩5分。もしくは阪神バス・阪急バス「川東町」バス停下車。
開館時間・休館日
- 開館時間は午前9時30分 - 午後6時を基本としているが、4〜9月の平日は午後7時まで閉館時刻を延長している。

休館日は毎週月曜日（祝日と重なる場合は翌日）、毎月第1木曜日（同）、年末年始（12月29日 - 1月4日）、特別整理期間（年間14日以内）。

### 西宮市立図書館（初代）
中央図書館の前身に当たる初代の西宮市立図書館は、1928年（昭和3年）9月に市内の酒造業白鹿当主、辰馬吉左衛門からの寄付を受けて西宮市役所本庁舎の南隣（西宮市六湛寺町86番地）に開館した。スパニッシュコロニアル方式、鉄筋コンクリート造の建造物で、開館2年目の1929年（昭和4年）からは館外貸出を開始。1949年（昭和24年）には翌1950年（昭和25年）の図書館法施行に先駆けて蔵書の貸し出しを無料化した。
初代本館は老朽化し手狭になったため、市内の川添町に竣工した西宮市教育文化センターに中央図書館として移転開館することになり、1985年（昭和60年）3月末に閉館した。旧本館は閉館後に解体され、跡地には西宮市民会館（アミティ・ベイコムホール）が建てられている。

### 移動図書館（廃止）
1958年（昭和33年）、図書館創設30周年記念の一環として移動図書館専用車「いずみ号」を購入。1966年（昭和41年）には「いずみ号」2号車が加わり2両体制となった。
当初はグループ貸出による配本を行っていたが、登録グループが増えたことと交通事情の悪化から「グループ内個人貸出し」、1976年（昭和51年）からは「世帯貸出し」、1979年（昭和54年）からは「個人貸出」が行われるようになる。その後、市内北部でも分室、分館の整備が進んだことから2008年（平成20年）、阪神地区公共図書館協議会に参加する8市町では伊丹市、尼崎市、芦屋市に続いて4番目に移動図書館サービスを廃止した。

## 地域拠点館・分室
西宮市内には中央館の他に、地域拠点館（分館）3館と7分室が設置されている。

### 北部図書館
西宮市立北部図書館（にしのみやしりつほくぶとしょかん）は、1990年（平成2年）11月13日に塩瀬センターの2階で開館した。
塩瀬センターは20世紀末から西宮名塩ニュータウンなどの大規模な宅地開発により人口が増加した市北部（山口地域・名塩地区・生瀬地区）地域の拠点として設置された市役所支所、公民館、図書館、児童センターの複合施設である。組織上は北口図書館の配下に設置された「北部図書館チーム」が運営に当たっており、同じく塩瀬センターの4階にある児童センターとも連携が図られている。
休館日は中央図書館に準じるが、開館時間は午前9時30分 - 午後6時で固定されている。
施設概要
- 所在地：669-1134 西宮市名塩新町1番地[12] 西宮市塩瀬センター2階
- 占有延床面積：631.3m2
- 蔵書数：71,998冊（2016年度）
- 職員数：8名（北部図書館チーム）
- ISIL：JP-1002331

アクセス
JR西日本福知山線・西宮名塩駅下車すぐ、国道176号沿い。
周辺
- 塩瀬中央公園
- 西宮市立塩瀬中学校
- 西宮市立名塩小学校
- 名塩和紙学習館

### 鳴尾図書館
西宮市立鳴尾図書館（にしのみやしりつなるおとしょかん）は1998年5月26日に市南東部の鳴尾地域（旧武庫郡鳴尾村）をカバーする拠点館として開設された。組織上は中央図書館の配下に設置された「鳴尾図書館チーム」が運営を担当している。中央図書館や他の地域拠点2館と異なり複合型ではない図書館単独の施設で、館内の装飾には1985年（昭和60年）に閉館した旧本館で使用されていたステンドグラスが転用されている。
1978年（昭和53年）に浜甲子園団地内の公団事務所跡に地域の協力を得て開室され、1989年（平成元年）から1998年（平成10年）まで鳴尾浜公園内の甲子園研修会館内で運営されていた浜甲子園分室を前身とする。「阪神甲子園球場に一番近い図書館」をアピールポイントとしており、館内に「甲子園コーナー」を設けて阪神タイガースや高校野球に関する資料の収集を重点的に行っている。開館時刻、休館日は中央図書館に準じる。
施設概要
- 所在地：663-8178 西宮市甲子園八番町1番20号[12]
- 占有延床面積：1651.94m2
- 蔵書数：113,434冊（2016年度）
- 職員数：16名（鳴尾図書館チーム）
- ISIL：JP-1002332

アクセス
阪神本線甲子園駅下車、南東へ徒歩8分。
周辺
- 西宮市立鳴尾中学校
- 西宮市立鳴尾小学校
- ららぽーと甲子園
  - キッザニア甲子園
- 阪神甲子園球場
  - 甲子園歴史館

### 北口図書館
西宮市立北口図書館（にしのみやしりつきたぐちとしょかん）は、2001年（平成13年）5月29日に阪急西宮北口駅北東の旧市場後にオープンした複合商業施設。アクタ西宮東館の5階に市内で4番目の拠点図書館として開設された。交通至便なターミナル型図書館として、利用者数・貸出冊数とも中央館を上回っており、市内4館で最も多い。
市内で最も利用者数の多い拠点駅の最寄りに立地することを活かし、平日の開館時刻が午前9時から午後8時までと中央館よりも長時間に設定されている。休館日は中央館に準じる。
施設概要
- 所在地：663-8035 西宮市北口町1番2号[12] アクタ西宮東館5階
- 占有延床面積：3393.30m2
- 蔵書数：23,5775冊（2016年度）
- 職員数：30名
- ISIL：JP-1002333

アクセス
阪急西宮北口駅下車、北東へ徒歩2分。
周辺
- 兵庫県立芸術文化センター
- 阪急西宮ガーデンズ

### 中央図書館分室
越木岩分室
1977年（昭和52年）8月3日、県立図書館から譲り受けたバス（元移動図書館「文鳥号」）を越木岩会館敷地において「越木岩配本所」として開室、1987年（昭和62年）4月14日に越木岩公民館（現在地）に併設で新築移転。
- 西宮市樋之池町5番31号[12]（越木岩公民館南隣）
- 開架室面積　149.36平方メートル

段上分室
1979年5月25日、西宮市共同利用施設段上センター内に開室、1984年4月20日に新設された段上公民館内に移転開室。
- 西宮市段上町2丁目10番3号[12]（段上公民館1階）
- 開架室面積　145.00平方メートル

上ケ原分室
1992年（平成4年）10月20日、新設された上ケ原公民館内に開室。
- 西宮市六軒町1番32号[12]（上ケ原公民館1階）
- 開架室面積　174.00平方メートル
- 書庫　21平方メートル

甲東園分室
1996年（平成8年）10月15日に阪急甲東園駅前のビルに開室。
- 西宮市甲東園3丁目2番29号[12]（アプリ甲東5階）
- 開架室面積　232.70平方メートル
- 書庫　30.00平方メートル

高須分室
1998年（平成10年）5月12日に開室。
- 西宮市高須町1丁目7番91号[12]（高須デイサービスセンター2階）
- 開架室面積　189.00平方メートル
- 書庫　24.00平方メートル

山口分室

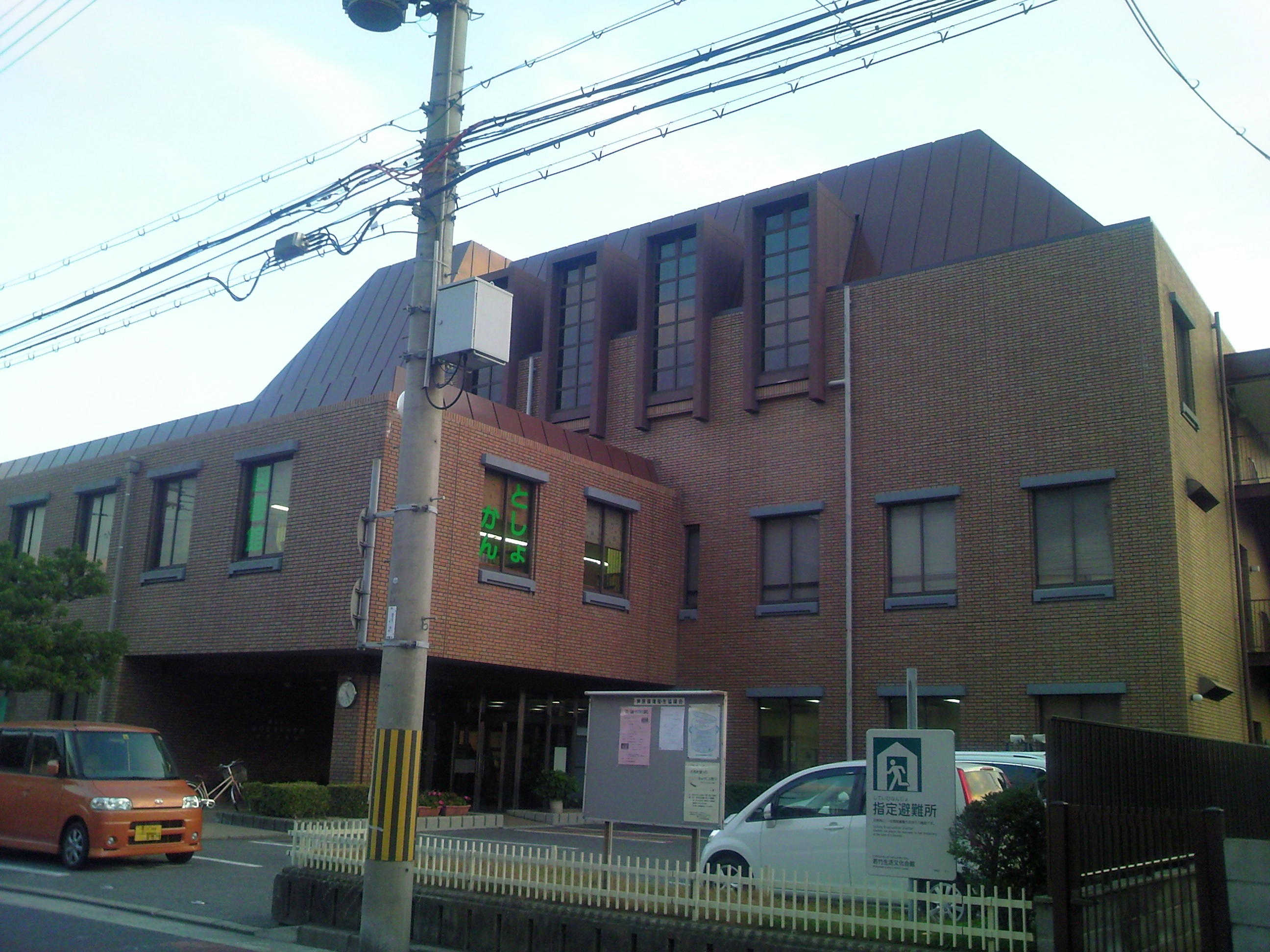
西宮市立若竹生活文化会館（2013年12月）

2009年（平成21年）4月1日、山口センター内。
- 西宮市山口町下山口4丁目1番8号[12]（山口センター3階）
- 開架室面積　492.00平方メートル
- 事務室　29.00平方メートル
- おはなしのへや　17.00平方メートル

若竹分室
2009年（平成21年）4月21日、若竹生活文化会館の図書室を前身として開室。
- 西宮市西福町15番12号[12]（若竹生活文化会館2階）
- 開架室面積　114.00平方メートル